# Síndrome del miol de gat
La síndrome del miol de gat és una malaltia genètica minoritària. El nom popular de la malaltia prové d'un símptoma que permet diagnosticar-la en nadons, a banda de l'estudi genètic, i és que es caracteritzen per una manera de cridar i de plorar monocromàtica aguda que pot recordar el miol d'un gat, causada per una alteració de la laringe.
Altres noms que té són monosomia 5p, síndrome 5p, braç curt del cromosoma 5, deleció 5p, síndrome de la deleció parcial del cromosoma 5 i síndrome de Lejeune. Aquesta malaltia va ser descrita per primer cop per Jérôme Lejeune en 1963.

## Epidemiologia
Es tracta d'una de les delecions cromosòmiques més freqüents. Així i tot, la seva incidència és molt baixa, d'un cas cada 20.000 a 50.000 naixements.
Aproximadament, entre un 80-85% dels casos són d'aparició esporàdica i la resta, entre el 10-15% són descendents de portadors d'una reorganització del cromosoma 5.

## Etiologia
La causa d'aquesta síndrome és la deleció de la banda 5p15.2 del cromosoma 5. Això produeix un retard mental generalment greu que es va accentuant amb l'edat, que el cap sigui més petit de l'habitual i diferents alteracions a la cara i en altres òrgans. La majoria de persones que la tenen moren a la seva infantesa.
El tros de cromosoma 5 destruït o perdut no té per què ser sempre el mateix, pot ser petit o gran, podent incloure la manca total del braç curt del cromosoma número 5. També pot ser causat per la manca d'un braç del cromosoma 4. Sembla existir una correlació entre la grandària del tros perdut i la gravetat de la malaltia. Avui és possible detectar-ho abans del part per mitjà del cariotip obtingut per amniocentesi o per mostreig de les vellositats coriòniques. La manca d'un tros de cromosoma 5 és detectable amb la tècnica de la hibridació in situ per fluorescència.

## TERT
La telomerasa transcriptiva inversa; TERT és una subunitat catalítica de l'enzima telomerasa. La telomerasa s'encarrega de mantenir els extrems telomèrics dels cromosomes afegint repeticions del tipus 5'-TTAGGG-3'. La telomerasa consta d'un component proteic amb activitat transcriptiva inversa, codificada per aquest gen i un component de l'ARN que serveix com a plantilla per a sintetitzar la repetició telomèrica.

## Simptomatologia

### Malformacions craneo-facials
- Crani petit (microcefàlia). Sovint, es presenta una asimetria cranial i facial
- Plor de to alt
- Cara rodona
- Hipertelorisme: Consisteix en una separació anormal dels ulls
- Papil·lomes cutanis al costat de l'orella
- Orelles d'implantació baixa o anormal
- Inclinació dels ulls cap avall
- Mandíbula petita.

### Alteracions de les extremitats
- Mans petites
- Una sola línia a la palma de la mà
- Sindactília: Formació parcial de la membrana que uneix els dits de les mans i peus
- Deformitats dels peus
- Laxitud lligamentosa

### Alteracions musculoesquelètiques
- Hipotonia

### Anomalies vertebrals.
- Luxació de pelvis
- Hèrnia inguinal
- Escoliosis a partir dels 8 anys

### Malformacions viscerals
- Ductus arteriós persistent (conducte que va des de l'artèria pulmonar a l'aorta).
- Megacòlon: Consisteix en la dilatació anormal del còlon.[3]

### Cognició i conducta
- Retard en l'adquisició de la marxa
- Retard mental de diferents graus
- Dificultat d'atenció i hiperactivitat
- Retard en el desenvolupament del llenguatge i la parla.

## Diagnòstic
El diagnòstic inicial es basa en la clínica que presenta l'individu: retard en el creixement, anomalies craniofacials i gemec en forma de miol de gat.
Trobem dos tipus de diagnòstics:
- Diagnòstic prenatal
- Anàlisi cromosòmica: Un cop apareix la sospita es realitza l'estudi del cariotip a partir del qual es podrà observar la pèrdua d'un fragment del cromosoma 5.

## Tractament
Aquesta síndrome no té un tractament específic disponible. El punt clau del tractament és actuar en relació amb el retard mental i donar suport i educació als pares.

## Complicacions
Les complicacions no són les mateixes en tots els casos. Aquestes depenen del grau de retard mental i de les anomalies físiques que presenta el pacient.
- Incapacitat per desenvolupar-se socialment.
- L'esperança de vida no es pot avaluar.
- Incapacitat de la persona per autocuidar-se.[4]